# John Morris (Komponist)

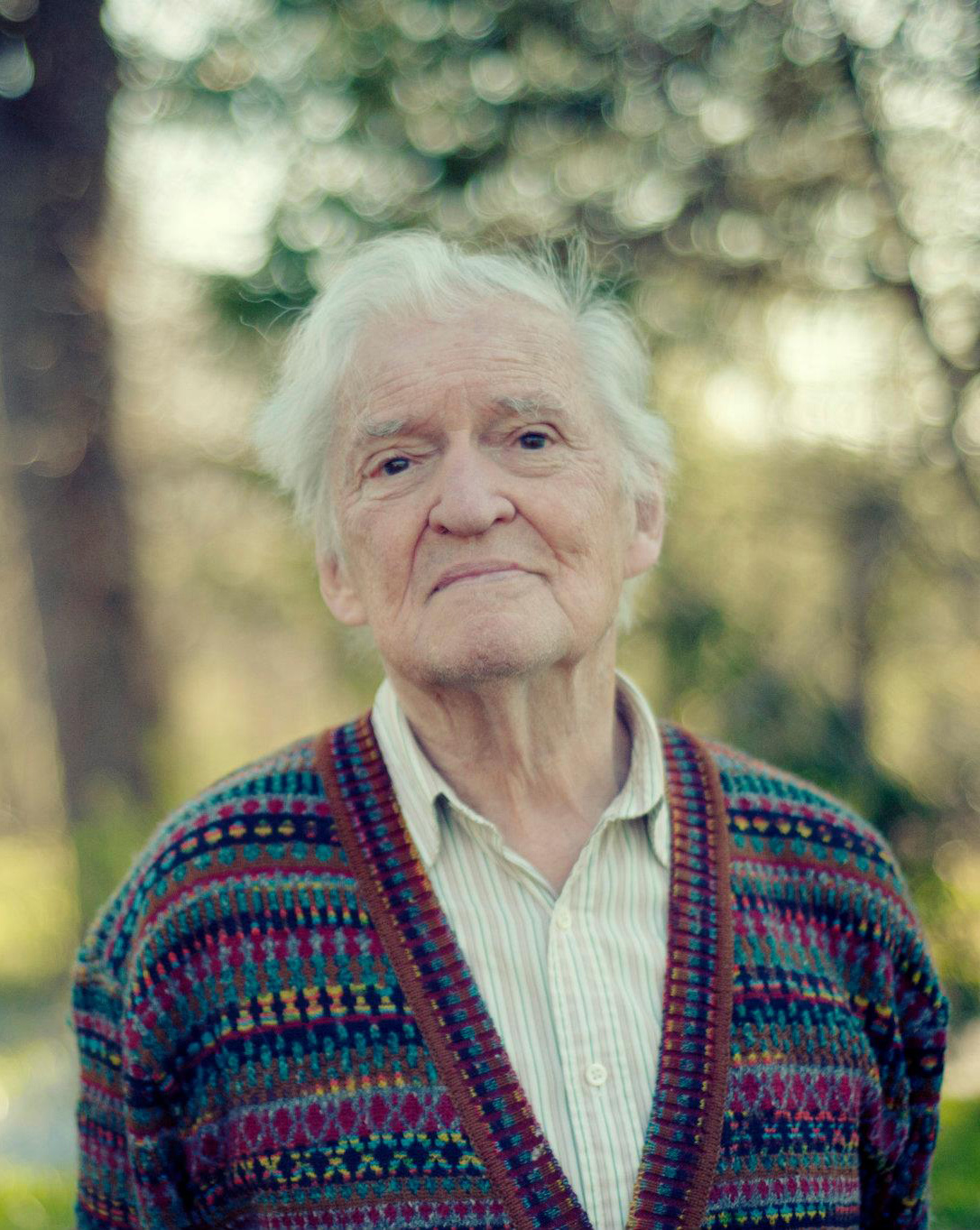
John Morris (April 2015)

John Leonard Morris (* 18. Oktober 1926 in Elizabeth, New Jersey; † 25. Januar 2018 in Red Hook, New York) war ein US-amerikanischer Komponist.

## Leben
John Leonard Morris wuchs in der kleinen Stadt Independence in Kansas auf. Bereits im Alter von drei Jahren begann er mit dem Klavierspiel und wurde von unterschiedlichen Musiklehrern unterrichtet, bevor er an der Juilliard School Musik studierte. Zum ersten Mal traf er Mel Brooks während der Fernsehsendung Your Show Of Shows, bei der Brooks das Drehbuch und Morris die Filmmusik überarbeiten sollte. Anschließend arbeiteten sie zum ersten Mal bei dem Song Springtime For Hitler. zusammen. Brooks suchte einen Komponisten, der zu seinem Lied die Musik schreiben sollte, und wurde von Alan Johnson auf Morris aufmerksam gemacht. Obwohl die daraus entstandene langjährige Zusammenarbeit von Spannungen begleitet war, komponierte Morris für Brooks Filme wie Frühling für Hitler, Das Leben stinkt und Mel Brooks’ Spaceballs. Außerdem erhielt er zwei Oscarnominierungen für die beiden Filme Der Elefantenmensch und Der wilde wilde Westen.

## Filmografie (Auswahl)
- 1968: Frühling für Hitler (The Producers)
- 1970: Zwölf Stühle (The twelve Chairs)
- 1974: Der wilde wilde Westen (Blazing Saddles)
- 1974: Frankenstein Junior (Young Frankenstein)
- 1974: Klauen wir gleich die ganze Bank (The Bank Shot)
- 1975: Sherlock Holmes’ cleverer Bruder (The Adventure of Sherlock Holmes' Smarter Brother)
- 1976: Mel Brooks’ letzte Verrücktheit: Silent Movie (Silent Movie)
- 1977: Der größte Liebhaber der Welt (The World's Greatest Lover)
- 1977: Drei Fremdenlegionäre (The Last Remake of Beau Geste)
- 1977: Mel Brooks’ Höhenkoller (High Anxiety)
- 1979: Zwei in Teufels Küche (The In-Laws)
- 1980: Der Elefantenmensch (The Elephant Man)
- 1980: Dreist und gottesfürchtig (In God We Tru$t)
- 1981: Mel Brooks – Die verrückte Geschichte der Welt (History of the World, Part I)
- 1981: Träume zerrinnen wie Sand (Splendor in the Grass)
- 1983: Dotterbart (Yellowbeard)
- 1983: Der einsame Kampf der Sarah Bowman (Ghost Dancing)
- 1983: Ein Tisch für fünf (Table For Five)
- 1983: Sein oder Nichtsein (To Be or Not to Be)
- 1984: Die Frau in Rot (The Woman in Red)
- 1984: Johnny G. – Gangster wider Willen (Johnny Dangerously)
- 1985: Alle Mörder sind schon da (Clue: The Movie)
- 1986: Hochzeitsnacht im Geisterschloß (Haunted Honeymoon)
- 1987: Dirty Dancing
- 1987: Mel Brooks’ Spaceballs (Spaceballs)
- 1987: Wolfsmilch (Ironweed)
- 1988: Um jeden Preis (Favorite Son)
- 1989: Mein Partner mit dem zweiten Blick (Second Sight)
- 1991: Das Ende des Schweigens (Carolina Skeletons)
- 1991: Laß mich nicht allein, Mutter! (Our Sons)
- 1991: Das Leben stinkt (Life Stinks)
- 1994: Scarlett
- 1998: Nur Liebe hält ewig (Only Love)
- 2004: The Blackwater Lightship

## Auszeichnungen
Oscar
- 1975: Nominierung für den Besten Song mit „Blazing Saddles“ aus Der wilde wilde Westen
- 1981: Nominierung für die Beste Filmmusik von Der Elefantenmensch